# Tarsius wallacei
Tarsius wallacei is een zoogdier uit de familie van de spookdiertjes (Tarsiidae). De wetenschappelijke naam van de soort werd voor het eerst geldig gepubliceerd door Merker et al. in 2010.

## Leefgebied
T. wallacei komt voor in Midden-Sulawesi, Indonesië, in een gebied waar geen andere spookdiersoorten voorkomen. Er zijn twee afgescheiden populaties die verschillen in hun omvang. De noordelijke vorm wordt de Tinombovorm genoemd, de zuidelijke de Uwemanjevorm.
De beschrijvers beschouwen de soort als bedreigd of kwetsbaar. De kleine zuidelijke populatie is kritiek bedreigd.

## Kenmerken
De soort lijkt op de verwante spookdieren uit Sulawesi, maar valt te onderscheiden door zijn vacht: die is geelbruin met een gele tot koperkleurige keel. Ook heeft hij rond de ogen een koperkleurige ring. De soort onderscheidt zich eveneens van zijn verwanten door zijn roep: het mannetje en vrouwtje roepen in een duet waarbij een zin van een vrouwtje beantwoord wordt door 2 tot 4 noten van een mannetje.
De Tinombovorm is zonder staart zo'n 12 cm lang, de Uwemanjevorm wordt 20 cm. De donkere staart is zo'n 24 centimeter lang en eindigt in lang, penseelachtig stuk. De Tinombovorm is circa 91 gram zwaar, de Uwemanjevorm is zo'n 117 gram zwaar.

## Naamgeving
T. wallacei is vernoemd naar de natuurwetenschapper Alfred Russel Wallace. De onderzoekers verwezen hiermee naar de Wallacelijn, die net ten westen van het leefgebied van de soort ligt.